# Hopak

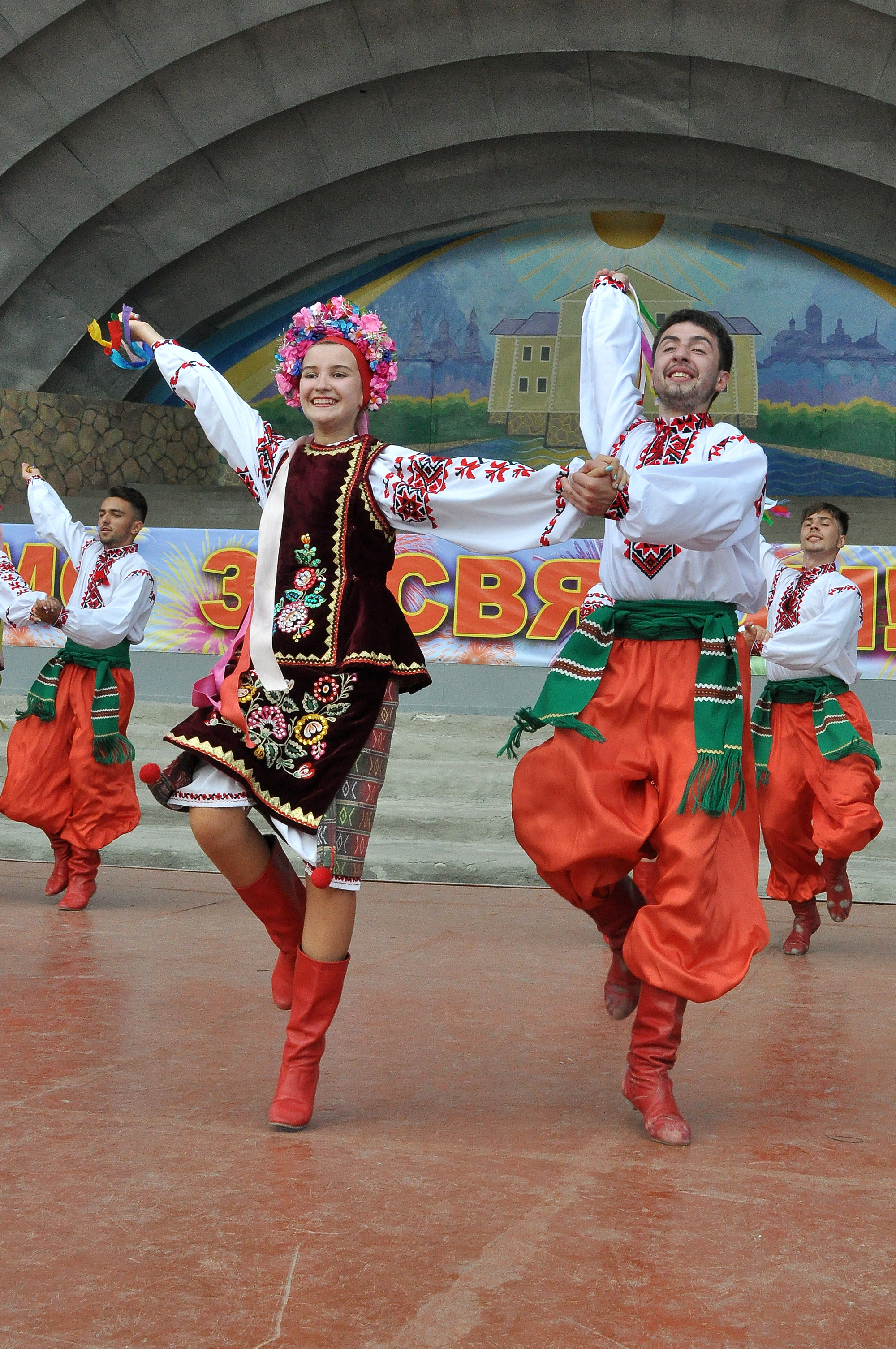
Hopak.

Hopak är en traditionell ukrainsk folkdans som har sitt ursprung bland kosacker i Zaporogiska Sitj på 1500-talet, och som även kallas kosackdans. Dansen utförs solo eller i grupp i snabb takt med virtuosa halsbrytande hopp. Ursprungligen utfördes dansen av män, Zaporogkosacker, men i modern tappning utförs den av både män och kvinnor, dock männens parti är alltid ledande.

## Beskrivning
De grundläggande manliga rörelserna är: språng, knäböj, sträckning på marken och i luften, och olika vändningar, de kvinnliga rörelserna är snabba steg, böjningar och vändningar. Soloframträdanden i hopak innebär oftast en tävling i virtuositet. Komplexa akrobatiska rörelser är huvudmomentet i dansen. Dansen utförs till varierande musik, dock oftast folksånger, till exempel "Vid Kyieva do Luben" och "Hop moji hretjanyky". Tempot är snabbt, takten är 2/4. Hopak är nästan standarddansen i alla ukrainska dansensembler. Den är mycket populär bland ukrainarna utanför Ukraina.